# فينيسيوس
فينيسيوس هو لاعب كرة قدم برتغالي في مركز الدفاع، ولد في 24 يناير 1995 في بوفوا دي فارزيم في البرتغال. شارك مع منتخب البرتغال تحت 16 سنة لكرة القدم ومنتخب البرتغال تحت 17 سنة لكرة القدم. أما مع النوادي، فقد لعب مع نادي فارزيم.

## وصلات خارجية
- فينيسيوس على موقع قاعدة بيانات كرة القدم.إي يو (الإنجليزية)
- فينيسيوس على موقع Soccerway.com (الإنجليزية)